# Estación Ocoa
Ocoa es una estación ferroviaria que formó parte de la línea Santiago -Valparaíso de la Empresa de los Ferrocarriles del Estado. Actualmente los servicios de pasajeros ya no operan.

## Origen etimológico
Recibe su nombre al ser la estación que se encuentra en el centro del Valle de Ocoa, Región de Valparaíso.

## Historia

### SigloXIX

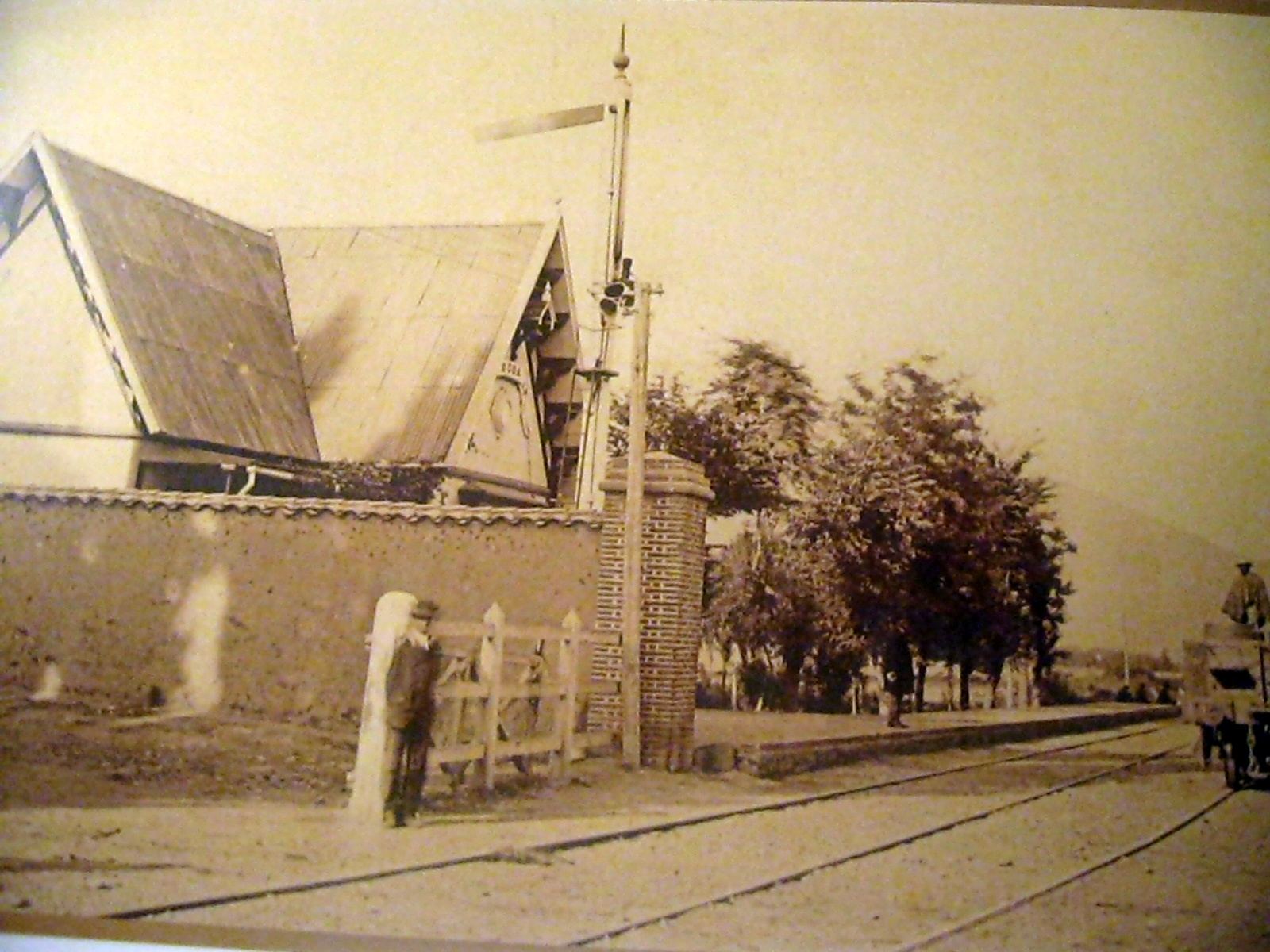
Edificio de la estación (c. 1863).

Con la propuesta de William Wheelwright en 1842 para construir una la línea férrea Santiago-Valparaíso, el Congreso Nacional aprobó la construcción del ferrocarril en 1849; sin embargo, los trabajos de construcción comenzaron en 1852 avanzando en un inicio desde la actual estación Barón hacia la capital del país; las obras estuvieron bajo la dirección de varios ingenieros, incluyendo a Allan Campbel.
La sección desde Valparaíso hasta El Salto se abrió al tráfico el 16 de septiembre de 1855, y la línea se extendió a Limache el 24 de diciembre de 1856 y a Quillota el 15 de junio de 1857. La línea restante entre Quillota y Valparaíso (trayecto dónde se encuentra la estación Ocoa) necesaria para poder conectar la capital con la ciudad puerto fueron trabajos más complejos debido a la falta de capitales; fue el gobierno de Manuel Montt el que solicita fondos en el extranjero y vuelve a contratar a Enrique Meiggs para hacerse cargo de la construcción de la sección final de Quillota a Santiago. Estas obras, incluyendo la estación Ocoa, fueron inauguradas el 14 de septiembre de 1863.

### SigloXX
El 7 de marzo de 1928, el Ministro de Fomento de Chile solicitó al director general de los Ferrocarriles del Estado que se mantuviera la parada de los trenes expresos en la estación de Ocoa. La petición se debió a que, a partir del 15 de marzo de ese año, se había anunciado que los expresos que partían de Santiago a las 8 horas hacia Valparaíso y los que salían de Valparaíso a las 17 horas hacia Santiago, no harían parada en dicha estación. El ministro argumentó que la estación de Ocoa era esencial para los pasajeros que se dirigían a destinos rurales cercanos, ya que no existían caminos ni rutas alternativas desde Las Vegas o La Calera hacia la zona mencionada. Por ello, insistió en que los trenes debían detenerse en Ocoa siempre que hubiera pasajeros que quisieran desembarcar allí.

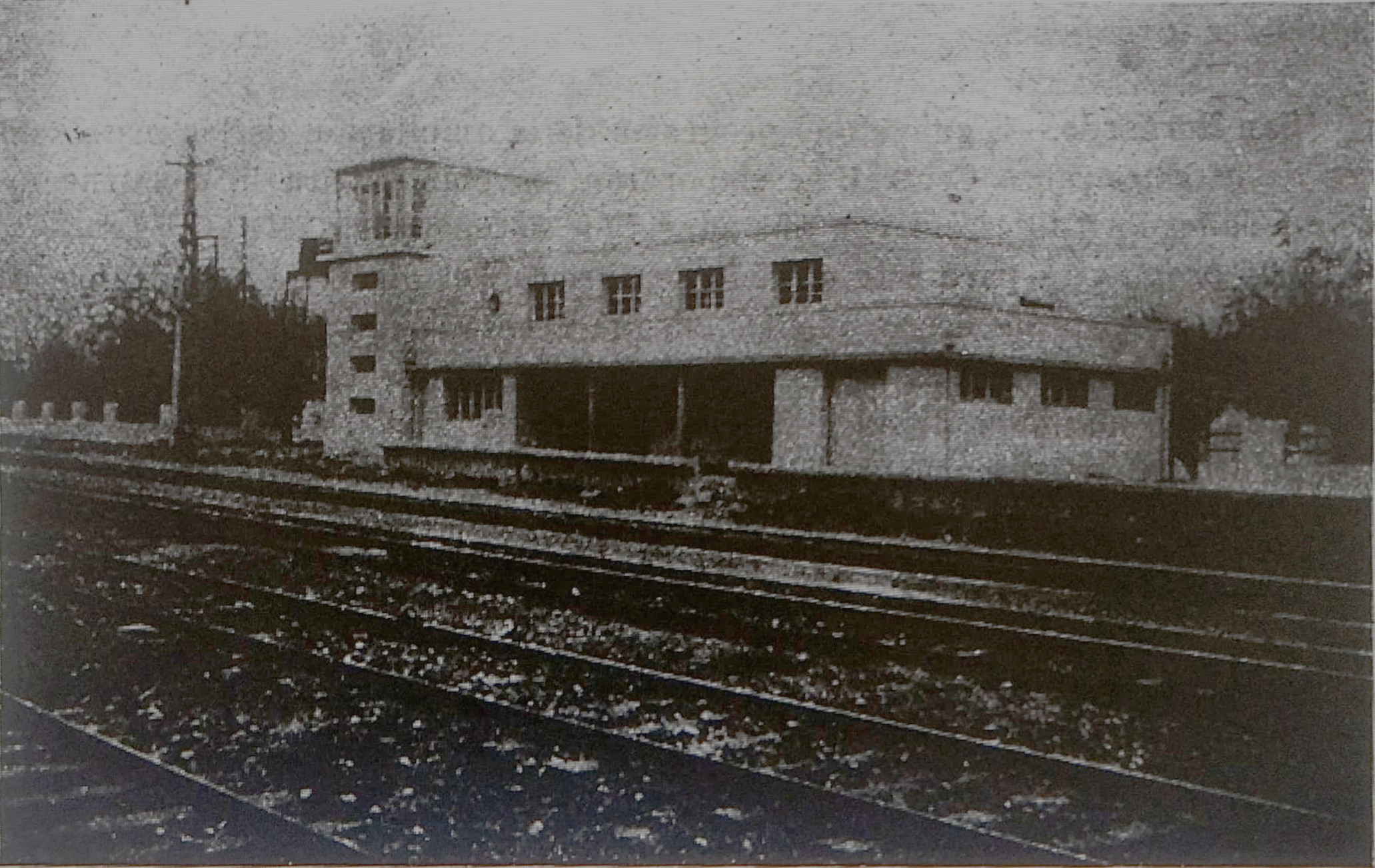
Nuevo edificio de la estación Ocoa (1938).

El 1 de marzo de 1938 se abrió la propuesta para la construcción del edificio principal de la estación. Se presentaron 4 propuestas, siendo aceptada la de Esteban Godoy. Las obras terminaron el mismo año, alcanzando un coste de $216 738 pesos de la época. Este es el edificio que actualmente se encuentra en Ocoa.
La estación contó con mesas receptoras de sufragios para la comuna en las elecciones parlamentarias del 1 de marzo de 1953.
El 26 de enero de 1955, en el recinto de la estación, el tren de carga número 202 que se dirigía de estación Alameda a estación Barón descarriló, provocando el vuelco de ocho vagones y la muerte de dos de los animales que transportaba. La vía quedó destruida en un tramo de 130 metros, pero equipos de rescate lograron despejar y restablecer una de las líneas para reanudar el tráfico entre Santiago y Valparaíso. No hubo víctimas humanas y los daños materiales no fueron evaluados. Los retrasos en el servicio se solucionaron esa misma noche.

Luego del accidente ferroviario de Queronque de 1986, EFE decide suspender desde el día 20 de febrero de 1986 (originalmente de manera momentánea) los servicios de pasajeros entre Valparaíso y Santiago; y aunque hubo servicios entre Valparaíso-Los Andes y Santiago-Montenegro, además de que entre 1990 y 1992 existieron intentos de reactivar los servicios de pasajeros, la decisión tomada por EFE termina con el sistema de servicios de pasajeros en esta estación.

### SigloXXI

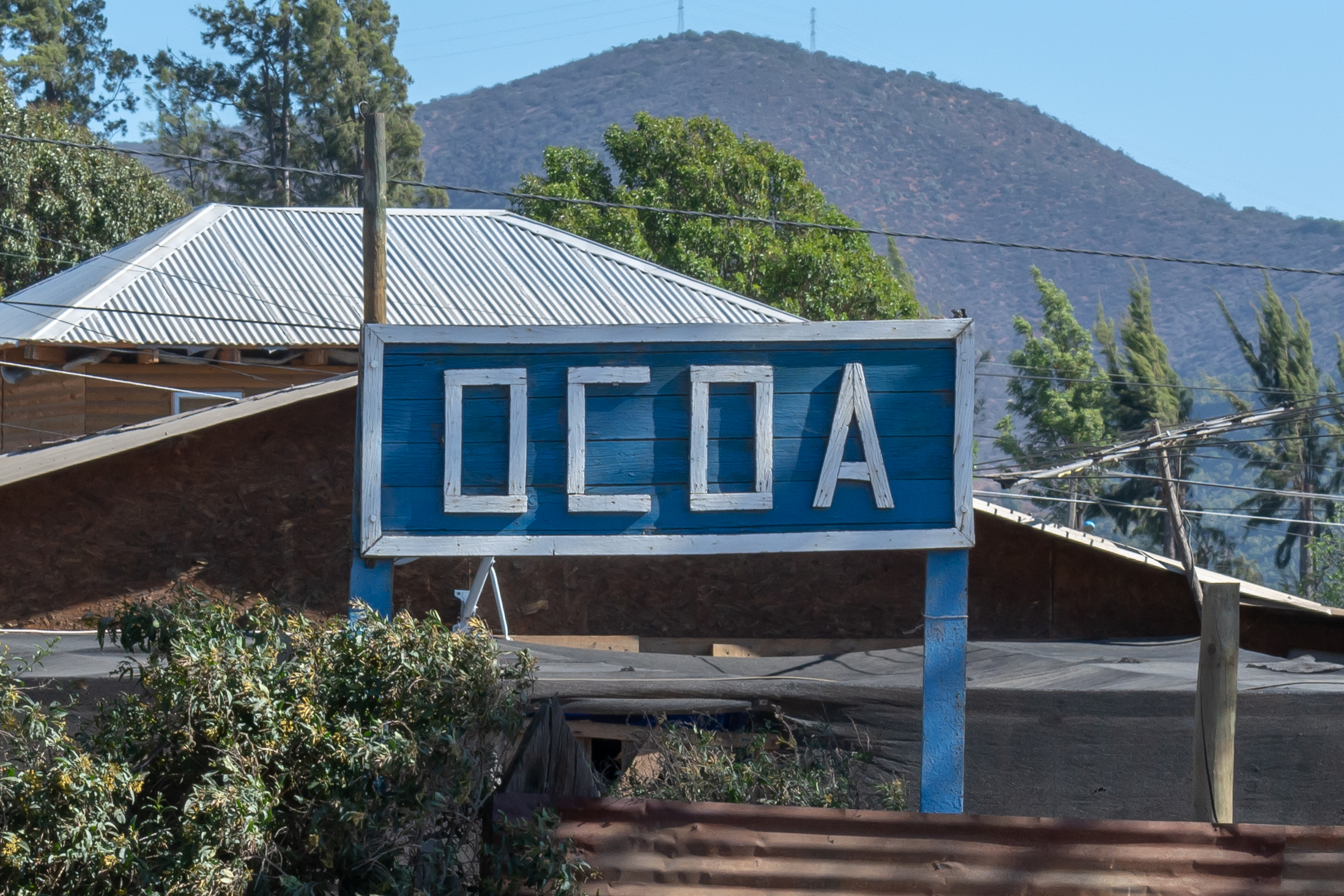
Letrero de la estación (2021).

Los días 25 y 26 de mayo de 2019, la Estación Ocoa fue sede de la celebración del Día del Patrimonio Nacional organizada por Trenzando —organización que desarrolló actividades en el recinto estación durante mayo y junio a través del uso de sus vagones ferroviarios adaptados—. Entre las actividades se desarrolló el panel «Memoria y Patrimonio Cultural», se inauguró la muestra fotográfica «Estaciones ferroviarias del Valle de Ocoa», se instaló el «Proyecto Escritura» y se presentaron agrupaciones folclóricas locales, cerrando la jornada con el concierto de la banda Juana Fe, además de actividades sociales y de exploración local.
En octubre de 2020 Trenzando llamó a un concurso de arquitectura para rescatar los edificios de cuatro estaciones (incluyendo Ocoa) y reintegrarlos como espacios de encuentro social.En marzo de 2021 se anunció que el proyecto ganador fue el desarrollado por los arquitectos Diego Carreño y Oscar Roa. El 18 de septiembre de 2021 se detiene un tren turístico en la estación, siendo el primero en décadas.
El 15 de marzo de 2023 se firma el acuerdo de traspaso por treinta años desde la Empresa de los Ferrocarriles del Estado al Municipio de Hijuelas, con el fin de formalizar la existencia del “Centro Cultural Estación Ocoa”, que existe desde 2019, así como de mejorar la inafrestructura del edificio y el recinto.